# باولا كريستينا
باولا كريستينا (7 يوليو 1975 بفيلا دو كوندي في البرتغال - ) هي لاعبة كرة قدم برتغالية في مركز الوسط. شاركت مع منتخب البرتغال لكرة القدم للسيدات. أما مع النوادي، فقد لعبت مع S.U. 1º Dezembro ‏.

## وصلات خارجية
- باولا كريستينا على موقع قاعدة بيانات كرة القدم.إي يو (الإنجليزية)
- باولا كريستينا على موقع Soccerway.com (الإنجليزية)
- باولا كريستينا على موقع عالم كرة القدم.نت (الإنجليزية)